# Oued Tassaout
Der Oued Tassaout ist ein Nebenfluss des Oum er-Rbia auf der Nordseite des Hohen Atlas in den Regionen Béni Mellal-Khénifra und Marrakesch-Safi im Süden Marokkos.

## Verlauf
Der Oued Tassaout entspringt in der Region Drâa-Tafilalet, direkt an der Grenze zur Region Béni Mellal-Khénifra. Er verläuft zunächst in südwestlicher Richtung. Dann schwenkt er in einem weiten Bogen nach Norden. Kurz vor Vollendung des Bogens speist er den Moulay-Youssef-Stausee. Nach einigen Kilometern nimmt er von rechts seinen wichtigsten Nebenfluss, den Lakhdar auf. Der Tassaout mündet schließlich ca. 15 km südlich der Stadt El Borouj in den Oum er-Rbia.

## Hydrometrie
Die Abflussmenge des Oued Tassaout wurde an der Station Bissi Bissa, kurz vor der Mündung, über die Jahre 1941 bis 1970 in m³/s gemessen.